# Michel Kaham
Michel Kaham (Bafang, Camerún francés, 1 de junio de 1951) es un exfutbolista y entrenador de fútbol de Camerún que jugaba en la posición de lateral derecho.

## Carrera

### Club
| Periodo   | Club               |
| --------- | ------------------ |
| 1970      | Stade de Melong    |
| 1971-1973 | Aigle Nkongsamba   |
| 1973–1974 | Canon Yaoundé      |
| 1974–1978 | Quimper KFC        |
| 1978–1980 | Tours FC           |
| 1980–1981 | Valenciennes FC    |
| 1981–1982 | Quimper KFC        |
| 1982–1985 | Cleveland Force    |
| 1985–1986 | Kansas City Comets |
| 1986–1987 | Toledo Pride       |

### Selección nacional
Jugó para Camerún en 13 ocasiones de 1972 a 1982, participó en la Copa Mundial de Fútbol de 1982 y en la Copa Africana de Naciones 1972.

### Entrenador
Dirigió al Diamant Yaoundé, Olympic Mvolyé, Unisport Bafang y el KSA de Douala; logrando ser campeón de copa con el Olympique Mvolyé en 1992.

## Logros

### Jugador
- Primera División de Camerún (2): 1971, 1974
- Segunda División de Camerún (1): 1970

### Entrenador
- Copa de Camerún (1): 1992